# 서우광시

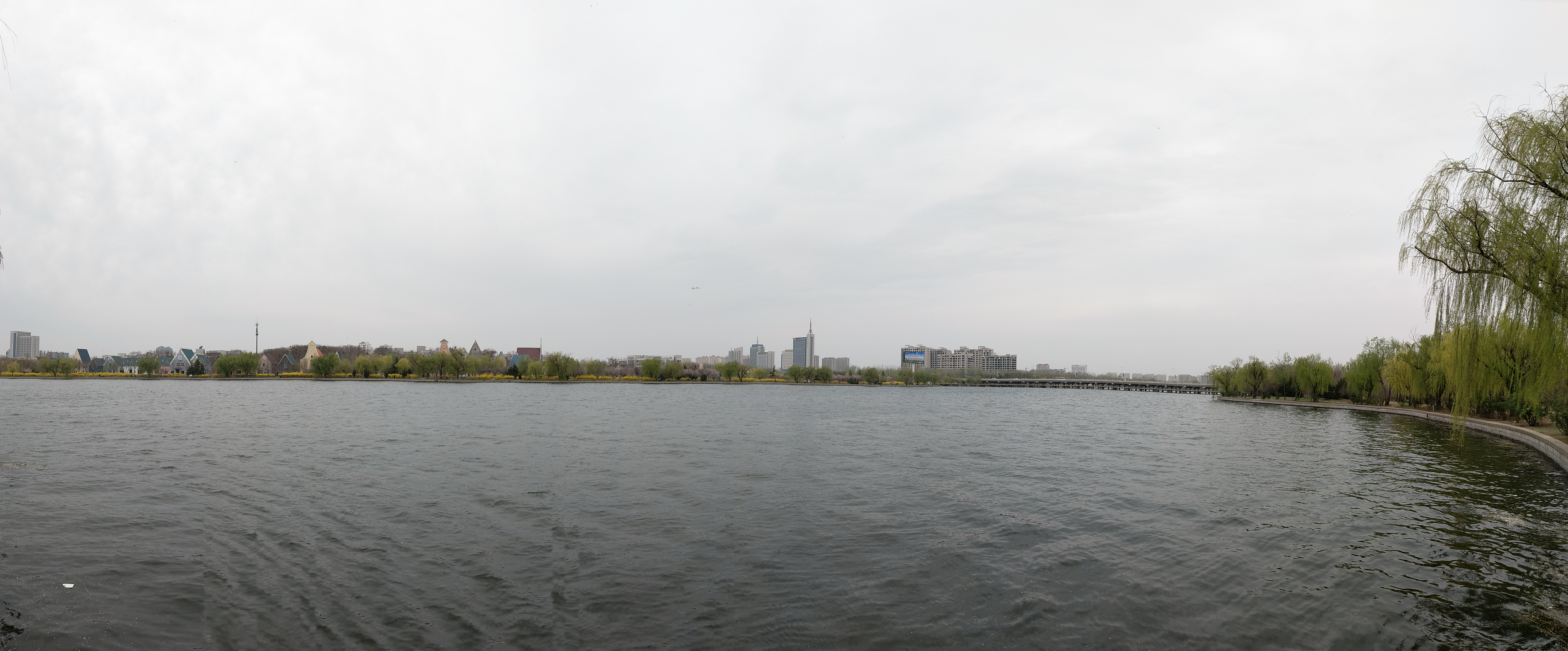

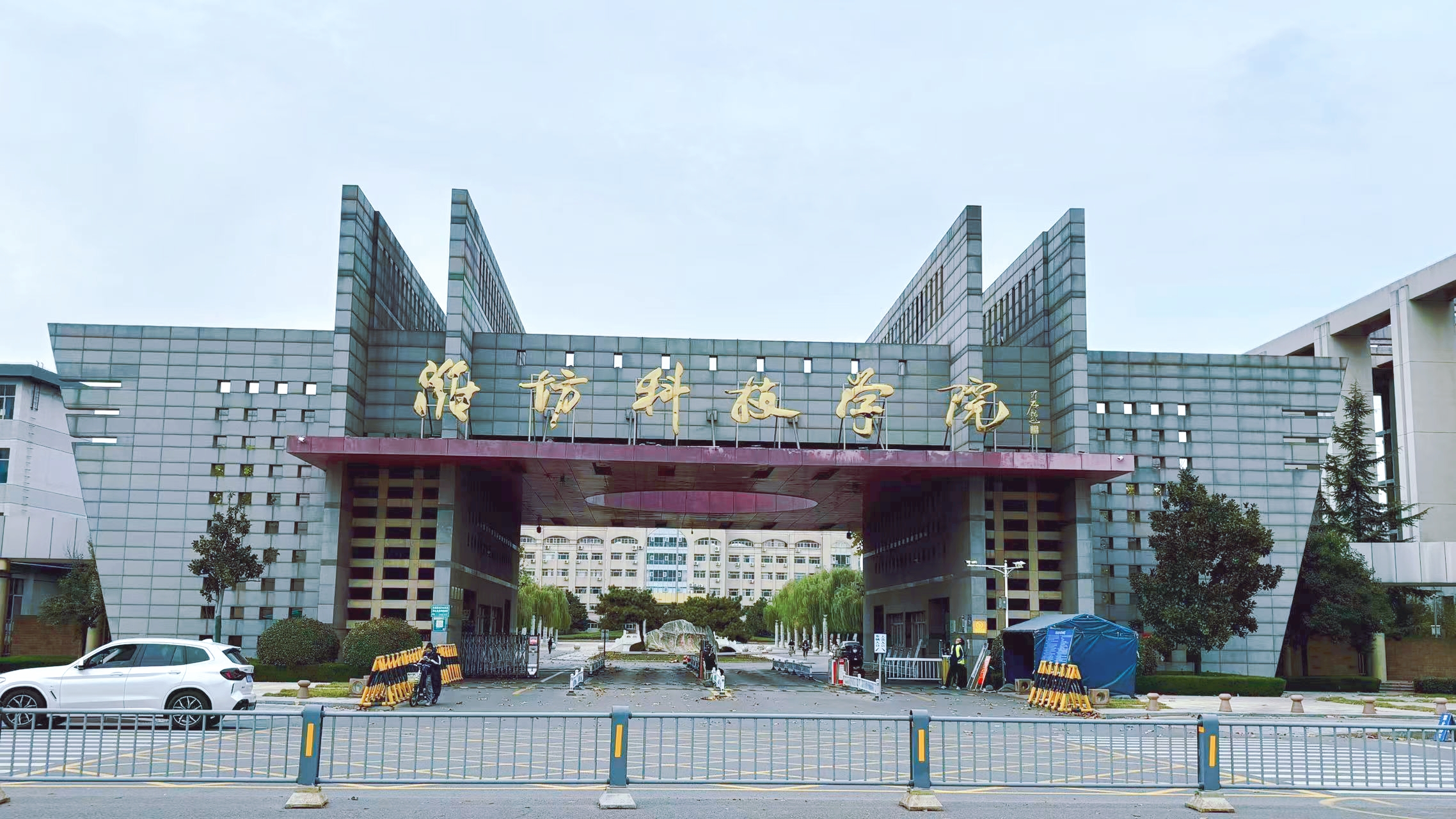
수광시의 학부 대학 - 웨이팡과학기술학원

서우광시(한국어: 수광시, 중국어: 寿光市, 병음: Shòuguāng Shì)는 중화인민공화국 산둥성 웨이팡 시의 현급 행정구역이다. 산둥성 중북부, 웨이팡시 북서부, 발해 라이저우만의 남서 연안에 위치하며, 총 면적은 2,072㎢이다. 2022년 10월 기준, 서우광시는 5개의 가도와 9개의 진을 관할하며, 2022년 말 기준으로 총 호적 인구는 111만 2,099명이다.
서우광시는 산둥성 정부가 전국 주요 채소 생산 및 연구개발 기지이자 품질 기준 중심으로 승인한 지역이며, 현급 도시 고품질 발전의 모델 도시로 꼽힌다. 또한 농업의 성인 가사혁, 문자 발명가 창힐, 소금의 선구자 숙사씨의 고향으로, '중국 채소의 고향', '중국 바다 소금의 수도'로 불린다. 개혁 개방 30주년을 기념하며 국가에서 선정한 18개의 주요 사례 중 하나로 지정되었으며, 개혁 개방 40주년 및 '장려한 70년, 새 시대의 노력'에서 전국 3대 주요 인터뷰 지역 중 하나로 선정되었다. 이와 함께 ‘전국 문명 도시’, ‘국가 위생 도시’, ‘국가 생태원림 도시’, ‘최초 국가 농산물 품질 안전 현’ 등 다수의 명예 칭호를 받았다.

## 위치와 경계
서우광시는 산둥반도 중부, 보하이 라이저우만 남쪽에 위치해 있다. 동쪽은 웨이팡시 한팅구와 접하고, 서쪽은 광라오현과 경계를 이루며, 남쪽은 칭저우시와 창러현에 접해 있다. 북쪽은 보하이와 맞닿아 있다. 북위 36°41′에서 37°19′, 동경 118°32′에서 119°10′ 사이에 위치하며, 남북 길이는 60km, 동서 너비는 48km, 해안선 길이는 56km에 이른다. 총 면적은 2072제곱킬로미터로, 산둥성 전체 면적의 1.43%를 차지한다.

### 기후
| Shouguang (1981−2010)의 기후                   | Shouguang (1981−2010)의 기후 | Shouguang (1981−2010)의 기후 | Shouguang (1981−2010)의 기후 | Shouguang (1981−2010)의 기후 | Shouguang (1981−2010)의 기후 | Shouguang (1981−2010)의 기후 | Shouguang (1981−2010)의 기후 | Shouguang (1981−2010)의 기후 | Shouguang (1981−2010)의 기후 | Shouguang (1981−2010)의 기후 | Shouguang (1981−2010)의 기후 | Shouguang (1981−2010)의 기후 | Shouguang (1981−2010)의 기후 |
| 월                                             | 1월                          | 2월                          | 3월                          | 4월                          | 5월                          | 6월                          | 7월                          | 8월                          | 9월                          | 10월                         | 11월                         | 12월                         | 연간                         |
| ---------------------------------------------- | ---------------------------- | ---------------------------- | ---------------------------- | ---------------------------- | ---------------------------- | ---------------------------- | ---------------------------- | ---------------------------- | ---------------------------- | ---------------------------- | ---------------------------- | ---------------------------- | ---------------------------- |
| 역대 최고 기온 °C (°F)                         | 19.2 (66.6)                  | 25.2 (77.4)                  | 32.9 (91.2)                  | 35.6 (96.1)                  | 38.6 (101.5)                 | 42.5 (108.5)                 | 39.8 (103.6)                 | 37.8 (100.0)                 | 38.1 (100.6)                 | 34.8 (94.6)                  | 26.3 (79.3)                  | 22.6 (72.7)                  | 42.5 (108.5)                 |
| 일평균 최고 기온 °C (°F)                       | 3.4 (38.1)                   | 6.9 (44.4)                   | 13.0 (55.4)                  | 20.8 (69.4)                  | 26.2 (79.2)                  | 30.7 (87.3)                  | 31.7 (89.1)                  | 30.4 (86.7)                  | 27.0 (80.6)                  | 21.0 (69.8)                  | 12.7 (54.9)                  | 5.6 (42.1)                   | 19.1 (66.4)                  |
| 일일 평균 기온 °C (°F)                         | −2.4 (27.7)                  | 0.8 (33.4)                   | 6.6 (43.9)                   | 14.2 (57.6)                  | 19.9 (67.8)                  | 24.6 (76.3)                  | 26.8 (80.2)                  | 25.6 (78.1)                  | 21.2 (70.2)                  | 14.9 (58.8)                  | 6.8 (44.2)                   | 0.1 (32.2)                   | 13.3 (55.9)                  |
| 일평균 최저 기온 °C (°F)                       | −6.7 (19.9)                  | −4.0 (24.8)                  | 1.3 (34.3)                   | 8.2 (46.8)                   | 14.0 (57.2)                  | 19.2 (66.6)                  | 22.6 (72.7)                  | 21.6 (70.9)                  | 16.3 (61.3)                  | 9.8 (49.6)                   | 2.0 (35.6)                   | −4.2 (24.4)                  | 8.3 (47.0)                   |
| 역대 최저 기온 °C (°F)                         | −20.2 (−4.4)                 | −15.9 (3.4)                  | −9.4 (15.1)                  | −3.8 (25.2)                  | 1.1 (34.0)                   | 8.4 (47.1)                   | 15.2 (59.4)                  | 13.2 (55.8)                  | 5.9 (42.6)                   | −3.4 (25.9)                  | −13.7 (7.3)                  | −22.2 (−8.0)                 | −22.2 (−8.0)                 |
| 평균 강수량 mm (인치)                          | 5.6 (0.22)                   | 9.6 (0.38)                   | 14.4 (0.57)                  | 20.8 (0.82)                  | 50.5 (1.99)                  | 76.9 (3.03)                  | 126.9 (5.00)                 | 144.7 (5.70)                 | 52.1 (2.05)                  | 30.0 (1.18)                  | 18.7 (0.74)                  | 8.2 (0.32)                   | 558.4 (22)                   |
| 평균 상대 습도 (%)                             | 62                           | 58                           | 55                           | 54                           | 61                           | 64                           | 76                           | 80                           | 72                           | 66                           | 65                           | 63                           | 65                           |
| 출처: China Meteorological Data Service Center |                              |                              |                              |                              |                              |                              |                              |                              |                              |                              |                              |                              |                              |

## 기후 특징
서우광시는 중위도 지역에 위치하며, 북쪽으로 발해와 접하고 있어 온난대 계절풍 대륙성 기후를 띤다. 한랭기류와 온난기류의 교차 영향으로 인해 '봄에는 건조하고 강수량이 적으며, 여름에는 덥고 비가 많고, 가을에는 건조하며 서늘하고, 겨울에는 춥고 눈이 적다'는 기후적 특징을 보인다.

## 경제 개황
2022년 서우광시의 지역 총생산(GDP)은 1,002.1억 위안으로, 1차 산업 부가가치는 131.6억 위안, 2차 산업 부가가치는 435.9억 위안, 3차 산업 부가가치는 434.7억 위안을 기록했다. 3차 산업 비중은 각각 13.13:43.49:43.38이다.
2023년 지역 총생산(GDP)은 1,028.7억 위안을 기록하며, 전년 대비 5.1% 성장했다(불변 가격 기준).

## 교육 사업
2022년, 수광시는 쥐넝초등학교, 난관초등학교, 쥐넝유치원을 포함한 16개의 초·중·고 및 유치원을 신설하여 4170개의 학습 자리를 추가로 확보하였다. 연말 기준으로 일반 대학은 1곳으로 재학생 수는 30,668명, 중등 직업학교는 3곳으로 재학생 수는 11,026명, 일반 고등학교는 7곳으로 재학생 수는 21,466명, 중학교는 40곳으로 재학생 수는 33,278명, 초등학교는 91곳으로 재학생 수는 78,625명, 유치원은 185곳으로 원아 수는 53,363명이다. 특수교육학교는 1곳으로 재학생 수는 158명이다. 대학수학능력시험(수능) 특별전형(중점 대학) 합격자 수는 2833명으로 합격률은 38.5%이며, 일반전형(일반 대학) 합격자 수는 5420명으로 합격률은 73.7%이다.

## 경제
서우광은 현대적인 도심지역과 지칭(지난-칭다오) 고속도와 도시의 심장부를 연결하는 6차선 간선도로를 자랑한다. 지역 정부는 현재 중국의 야채 고향(蔬菜老乡)이라는 서우광의 명성을 유지할 뿐만 아니라 도시의 서비스업과 공업 기술 분야를 발전시키는 데 초점을 맞추고 있다.

## 행정 구역
2022년 10월 현재 서우광시에는 5개의 하위 지구, 9개의 마을, 1개의 공원이있다.
- 가도: 圣城街道 , 文家街道 , 古城街道 , 洛城街道 , 孙家集街道 , 大家洼街道.
- 진: 化龙镇, 营里镇, 台头镇, 田柳镇, 上口镇, 侯镇, 纪台镇, 稻田镇, 羊口镇.